# امبووامب-اندرویی (ناحیه)
امبووامب-اندرویی (به لاتین: Ambovombe-Androy) یک منطقهٔ مسکونی در ماداگاسکار است که در آندروی واقع شده‌است.